# Zbroja (piosenka)

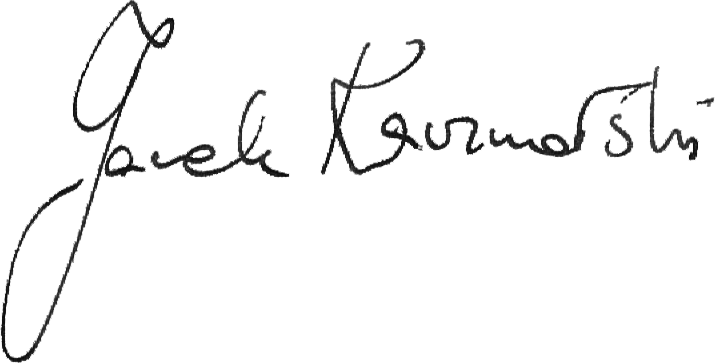
Podpis Jacka Kaczmarskiego

Zbroja – piosenka autorstwa Jacka Kaczmarskiego napisana przez niego w 1982 roku. 

## Geneza i treść
Piosenka została napisana przez Jacka Kaczmarskiego w 1982 roku w czasie trwania stanu wojennego jako hymn dla Konfederacji Polski Niepodległej w Gdańsku. Inspiracją do jej powstania był marsz Na ruinach Aten Ludwiga van Beethovena. Zbroja, podobnie jak Mury czy Obława stała się jednym z nieoficjalnych hymnów Solidarności i opozycji przeciw rządowi Polskiej Rzeczypospolitej Ludowej i komunizmowi oraz zarazem jedną z najpopularniejszych piosenek Jacka Kaczmarskiego. Głównym motywem utworu jest motyw zbroi, której wartości podmiot liryczny początkowo nie docenia, jednak z czasem uzmysławia sobie jej przydatność. Utwór był wykonywany na początku każdej audycji z cyklu Kwadrans Jacka Kaczmarskiego w Radiu Wolna Europa. 

## Budowa
Utwór składa z 74 wersów rozbitych na 12 strof. W utworze powtarza się następujący schemat: po strofie ośmiowersowej następuje strofa czterowersowa. W piosence dominują rymy krzyżowe (przeplatane).